# 井原正巳
井原 正巳（いはら まさみ、1967年9月18日 - ）は、滋賀県甲賀郡水口町（現：甲賀市）出身の元プロサッカー選手、サッカー指導者。現役時代のポジションはディフェンダー（DF）。元日本代表。
1990年代のJリーグを代表するディフェンダー（センターバック）で「アジアの壁」と呼ばれ、キャプテンとして1998 FIFAワールドカップに出場した。サッカー日本代表のA代表キャップ数122は遠藤保仁に抜かれるまで歴代1位であった。

## プロ入り前
小学3年生の頃兄がプレーしていた、貴生川サッカー少年団でサッカーを始めた。水口中学を経て、滋賀県立守山高等学校へと進学、1年時からレギュラーを獲得、2学年先輩に美濃部直彦がいた。1984年に全国高校サッカー選手権に出場した。高校卒業後は筑波大学へ進学して蹴球部に所属した。大学入り前に行われた、ワールドユースに向けたセレクションのメンバーに選抜されたが、ディフェンダーのポジションには空きがあったことから「やってみないか?」と勧められたことがきっかけとなり、フォワードからディフェンダーに転向した。筑波では1986年、1987年に関東リーグと総理大臣杯で連覇を果たした。筑波大学2年時に日本代表に選出された。
筑波大学時代、当時ディフェンダーだった中山雅史とセンターバックでコンビを組んでいた。二人はユース代表でもセンターバックを務め、アルバイトも同じ所でするなど公私共に仲が良かった。大学では教員免許も取得した。

## クラブ経歴

### 日産、横浜マリノス時代
読売クラブ、全日空、古河電工、ヤマハなどからも誘いを受けていたが、大学卒業後は日産自動車サッカー部（現:横浜F・マリノス）に入部、入団初年度はオスカー監督から守備的中盤として起用され、リーグ戦全試合に出場、三浦知良を抑えて日本リーグ新人王を受賞した。1991-92年、1999/2-93年シーズンには天皇杯とアジアカップウィナーズカップの連覇に貢献した。オスカー監督退団時にはブラジルでプレーしないかとも誘われた。
1993年Jリーグ開幕節 (5月15日) のヴェルディ川崎戦に出場、同年5月29日のジェフユナイテッド市原戦ではJリーグのオウンゴール第1号を記録した。同年のJリーグオールスターサッカーには三浦知良やジーコらを抑え、ファン投票で最多得票を得て出場した。1994年5月4日のヴェルディ川崎戦でJリーグ初ゴールを挙げた。1995年はJリーグ1stステージで優勝を果たすと、Jリーグチャンピオンシップでは、ヴェルディ川崎戦の2ndレグでダイビングヘッドによる決勝ゴールを決め、マリノス初のJリーグ年間優勝に大きく寄与した。

### ジュビロ、レッズ時代
前身の日産時代から10シーズンをマリノスでプレーし「ミスターマリノス」とまで言われ、当時のJリーグ日本人選手の中では最高額の年俸を貰っていたが、マリノスからは契約延長を提示されず、コーチ就任要請を蹴って、2000年にジュビロ磐田へ移籍、当初はレギュラーとして出場していたが、鈴木政一が新たに監督に就任すると出場機会を大幅に減らした。
2001年からは、以前日本代表で共に戦った福田正博が在籍していた浦和レッドダイヤモンズに移籍した。5月19日のガンバ大阪戦での移籍後初ゴールは、現役最後のゴールとなった。同年行われた2002年W杯1次リーグの組み合わせ抽選会ではアジア代表としてドロワーを務めた。
2002年、2ndステージ、チームは開幕から引き分けを含め、9試合負けなしで一時は首位に立ったが、10節で鹿島に敗れると、6連敗でシーズンを終えた。またこの年のJリーグカップでは決勝に進出したが、鹿島に敗れた。Jリーグ最終節、古巣横浜F・マリノス戦で先発フル出場をしたのを最後に、チームメイトの福田正博と共に現役を引退した。Jリーグ通算297試合、5得点。2004年1月4日、国立競技場で引退試合が開催され、この時ゴールを決めた。

## 代表経歴
大学2年時に日本代表に選出され、1988年1月27日のアラブ首長国連邦との親善試合でAマッチ初出場を果たした。
1990 FIFAワールドカップ・アジア予選では朝鮮民主主義人民共和国に競り負け1次予選敗退。1992年のAFCアジアカップ1992ではグループリーグ最終戦のイラン戦で、グループリーグ敗退濃厚な中、試合終盤に起死回生となる三浦知良の決勝ゴールをアシストして決勝トーナメント進出に貢献、決勝ではサウジアラビアを破って初のアジア制覇に貢献した。
1994 FIFAワールドカップ・アジア予選では、1993年5月5日開催の一次予選、スリランカ戦で代表初ゴールを挙げるなど、一次予選、二次予選の全試合に先発フル出場したが、あと一歩のところでW杯出場権を逃す「ドーハの悲劇」を経験した。1994年のアジア大会ではベスト8で敗退したが、その準々決勝の韓国戦で終盤に一時は同点となる目の覚めるようなスーパーロングシュートを決めた。1995年以降、柱谷哲二が代表を退いて以降は、加茂周代表監督によってキャプテンに指名され、以降代表を外れるまでキャプテンを務めた。
1998 FIFAワールドカップ・アジア予選最終予選では、第2戦のUAE戦でFKを頭で合わせると、このボールはゴールに向かい、間違いなくゴールラインを割って得点となるところであったが(決勝ゴールになる可能性が高かった。)、オフサイドのポジションに居た小村徳男がゴール欲しさからかボールを触って押し込んだたため、ノーゴールの判定、この決果0-0の引き分けに終わる。この様なこともあり、苦戦を強いられながらも、アウェイでのウズベキスタン戦では、ロングフィードで試合終了間際に呂比須ワグナーの同点ゴールをアシスト。最終節のカザフスタン戦で代表で最後となるゴールを決め第3代表決定戦進出に貢献すると、イラン代表と決戦を制し、日本のW杯初出場へ導いた。3戦全敗となった1998 FIFAワールドカップでは、大会直前に負傷し、出場も危ぶまれたが、キャプテンとして 全試合に先発フル出場した。
1999年、コパアメリカではグループリーグの2試合に出場したが、ボリビア戦で後半83分に、この試合で2度目の警告を受けて退場処分になった。次の代表戦となったイラン戦は出場停止であったが、『フィリップ・トルシエ監督は「出場停止であるという理由のみで招集しなかった訳ではない。」とコメント、以降再び招集されることはなかった。

## 指導者歴
引退後はNHKサッカー解説、TBSラジオ番組『スポーツBOMBER!』パーソナリティー（2003年度から下半期・木曜日担当）、日本サッカー協会認定のJFAアンバサダー、びわこ成蹊スポーツ大学客員教授、公共広告機構（現：ACジャパン）・骨髄バンクCMなど各方面で活躍。日本各地の少年サッカー教室に参加するなどサッカーの普及にも力を注いでいる。2005年には洪明甫と共に日韓親善大使に選ばれた。
2006年4月にJFA 公認S級コーチのライセンスを取得。これにより、日本代表及びJリーグ監督に就任出来る事になった。
2009年2月、柏レイソルのヘッドコーチに就任。同年7月、監督の高橋真一郎が解任され、後任監督が決定するまでの代行監督を務めた。2013年にはシーズン中に監督の辞意を表明したネルシーニョに代わって天皇杯の1試合指揮をとった（その後ネルシーニョは辞意を撤回）。2014年限りで柏との契約を満了し退任。
2015年よりアビスパ福岡の監督に就任。
最終的には2位磐田と並ぶ勝ち点82の成績を収めたが、得失点差により順位は3位となりJ1自動昇格は叶わず、J1昇格プレーオフに回ることとなった。
そのプレーオフの決勝戦において、4位のセレッソ大阪と1-1で引き分けたが、年間順位で上回った為チームを5年ぶりのJ1の舞台に導いた。
2016年シーズンは5年ぶりとなるJ1の舞台で指揮を執ったが、J11stステージで2勝5分10敗、2ndステージで2勝2分13敗と苦しみ、1年でJ2降格となった。
2017年シーズンは21勝11分10敗で4位となり、J1昇格プレーオフに進出。決勝戦で名古屋グランパスと1年でのJ1復帰を賭けて対戦。試合は0-0の引き分けで終了し、レギュレーションによりJ2残留となった。
2018年11月17日、J2第42節・FC岐阜戦終了後の会見で、J1昇格を逃したことに対する責任を取り、辞任を表明。
11月19日、アビスパ福岡の公式サイト上で2018シーズンをもって退任することが発表された。
2018年12月13日、ネルシーニョの柏レイソル監督復帰に合わせて井原も柏レイソルのヘッドコーチに復帰した。2022年4月、左アキレス腱を断裂して手術を受けたネルシーニョが復帰した29日までの間、代行監督を務めた。柏での監督代行はこれで3度目となった。
2023年5月17日、チームの成績不振(リーグ戦2勝5分6敗の16位)で退任する事になったネルシーニョ監督の後任として、柏レイソルの監督に就任した。8月以降の公式戦の成績は、7勝8分け2敗で、最終順位は17位と、何とかJ1残留を決めた。一方の天皇杯では、決勝に進出したが、川崎フロンターレにPK戦の末に惜敗した。天皇杯決勝進出と、8月以降成績が持ち直し、J1に残留した手腕を評価され、2024年も監督を続投することとなった。2024年シーズン、何とかチームをJ1に残留させることには成功したが、この年で監督を退任することとなった。
2025年からNHKのサッカー解説に復帰し、『Jリーグタイム』にも出演することとなった。また、同年6月にホンコン・チャイナで開催された国際大会「International Youth Invitational Football Cup at KTSP June2025」 において、U-20Jリーグ選抜チームの監督を務めた。
2025年6月28日、自身のウェブサイト上で韓国Kリーグ2の水原三星ブルーウィングスに7月からコーチとして加わることを発表した。

## プレースタイルと評価
その鉄壁の守備から「アジアの壁」といわれ、冷静な判断と鋭い読み、向かってくる相手選手からボールを奪う上手さ、体をぶつけられても倒れない強さなど、ディフェンダーとしての要素を全て備えていた、警告を受けることは余り無かったが、激しい当たりなど、肉弾戦も繰り広げた。永島昭浩は、総合的に判断すると歴代最高のDFであったと評価した。ペレイラも同様に、当時のJリーグの選手の中では最高のDFとして名前を挙げた。また洪明甫か井原か、どちらがアジア最高のリベロか、という比較が日本、韓国メディアで盛んに行われていた。
2020年にサッカーダイジェストが企画した、これまでのJリーグ歴代ベストイレブンを選ぶ企画では、様々な人物からJリーグ歴代のベストイレブンに選出された。また阿部勇樹は幼少期の頃に好きだった選手として名前を挙げた。

## 所属クラブ
- 1983年 - 1985年 滋賀県立守山高等学校[1]
- 1986年 - 1989年 筑波大学[1]
- 1990年 - 1999年  日産自動車 / 横浜マリノス/横浜F・マリノス[1]
- 2000年  ジュビロ磐田[1]
- 2001年 - 2002年  浦和レッドダイヤモンズ[1]

## 個人成績
| 国内大会個人成績 | 国内大会個人成績 | 国内大会個人成績 | 国内大会個人成績 | 国内大会個人成績 | 国内大会個人成績 | 国内大会個人成績 | 国内大会個人成績 | 国内大会個人成績 | 国内大会個人成績 | 国内大会個人成績 | 国内大会個人成績 |
| 年度             | クラブ           | 背番号           | リーグ           | リーグ戦         | リーグ戦         | リーグ杯         | リーグ杯         | オープン杯       | オープン杯       | 期間通算         | 期間通算         |
| 年度             | クラブ           | 背番号           | リーグ           | 出場             | 得点             | 出場             | 得点             | 出場             | 得点             | 出場             | 得点             |
| 日本             | 日本             | 日本             | 日本             | リーグ戦         | リーグ戦         | JSL杯/ナビスコ杯 | JSL杯/ナビスコ杯 | 天皇杯           | 天皇杯           | 期間通算         | 期間通算         |
| ---------------- | ---------------- | ---------------- | ---------------- | ---------------- | ---------------- | ---------------- | ---------------- | ---------------- | ---------------- | ---------------- | ---------------- |
| 1990-91          | 日産             | 4                | JSL1部           | 22               | 2                | 4                | 0                |                  |                  |                  |                  |
| 1991-92          | 日産             | 4                | JSL1部           | 22               | 0                | 3                | 0                |                  |                  |                  |                  |
| 1992             | 横浜M            | -                | J                | -                | -                | 8                | 0                | 5                | 0                | 13               | 0                |
| 1993             | 横浜M            | -                | J                | 32               | 0                | 0                | 0                | 1                | 0                | 33               | 0                |
| 1994             | 横浜M            | -                | J                | 41               | 1                | 2                | 0                | 4                | 0                | 47               | 1                |
| 1995             | 横浜M            | -                | J                | 47               | 1                | -                | -                | 2                | 0                | 49               | 1                |
| 1996             | 横浜M            | -                | J                | 29               | 1                | 13               | 0                | 1                | 0                | 43               | 1                |
| 1997             | 横浜M            | 4                | J                | 22               | 0                | 0                | 0                | 2                | 0                | 24               | 0                |
| 1998             | 横浜M            | 4                | J                | 27               | 0                | 0                | 0                | 1                | 0                | 28               | 0                |
| 1999             | 横浜FM           | 4                | J1               | 25               | 0                | 6                | 0                | 3                | 0                | 34               | 0                |
| 2000             | 磐田             | 4                | J1               | 20               | 1                | 3                | 0                | 0                | 0                | 23               | 1                |
| 2001             | 浦和             | 3                | J1               | 26               | 1                | 6                | 0                | 4                | 0                | 36               | 1                |
| 2002             | 浦和             | 3                | J1               | 28               | 0                | 9                | 1                | 0                | 0                | 37               | 1                |
| 通算             | 日本             | 日本             | J1               | 297              | 5                | 47               | 1                | 23               | 0                | 367              | 6                |
| 通算             | 日本             | 日本             | JSL1部           | 44               | 2                | 7                | 0                | 10               | 2                | 61               | 4                |
| 総通算           | 総通算           | 総通算           | 総通算           | 341              | 7                | 54               | 1                | 33               | 2                | 428              | 10               |

その他の公式戦
- 1990年
  - コニカカップ 6試合0得点
- 1991年
  - コニカカップ 7試合0得点
- 1992年
  - ゼロックス・チャンピオンズ・カップ 1試合0得点
- 1995年
  - Jリーグチャンピオンシップ 2試合1得点
- 1996年
  - サンワバンクカップ 1試合0得点
  - XEROX SUPER CUP 1試合0得点
- 2000年
  - XEROX SUPER CUP 1試合0得点

その他
- Jリーグオールスターサッカー選出 : 8回 (1993, 1994, 1995, 1996, 1997, 1998, 2000, 2002)

## 背番号
- 4 - 横浜マリノス / 横浜F・マリノス, ジュビロ磐田, 日本代表・1998 FIFAワールドカップ時
- 7 - 日本代表・1994 FIFAワールドカップ・アジア予選最終予選時
- 3 - 浦和レッズ

## 個人タイトル
- 1990/1991年 - 日本サッカーリーグ新人賞
- 1993年 - Jリーグベストイレブン
- 1994年 - Jリーグベストイレブン
- 1995年 - Jリーグベストイレブン、アジア年間最優秀選手賞
- 1996年 - Jリーグベストイレブン
- 1997年 - Jリーグベストイレブン
- 2003年 - Jリーグ功労選手賞
- 2013年 - Jクロニクルベスト ベストイレブン
- 2023年 - J30ベストアウォーズ ベストイレブン

## 代表歴

### 出場大会など
- 1998 FIFAワールドカップ（キャプテン）
- サッカーの聖地ウェンブリー・スタジアムでの日本代表選手 唯一の得点者（1995）

　　　イングランド代表戦（アンブロカップ）

### 試合数
- 国際Aマッチ 122試合（全試合先発出場） 5得点(1988年 - 1999年)[2]

| 日本代表 | 国際Aマッチ | 国際Aマッチ |
| 年       | 出場        | 得点        |
| -------- | ----------- | ----------- |
| 1988     | 5           | 0           |
| 1989     | 11          | 0           |
| 1990     | 6           | 0           |
| 1991     | 2           | 0           |
| 1992     | 11          | 0           |
| 1993     | 15          | 2           |
| 1994     | 9           | 1           |
| 1995     | 16          | 1           |
| 1996     | 13          | 0           |
| 1997     | 21          | 1           |
| 1998     | 10          | 0           |
| 1999     | 3           | 0           |
| 通算     | 122         | 5           |

### 出場
| No.  | 開催日         | 開催都市                   | スタジアム                                 | 対戦相手         | 結果        | 監督                         | 大会                         |
| ---- | -------------- | -------------------------- | ------------------------------------------ | ---------------- | ----------- | ---------------------------- | ---------------------------- |
| 1.   | 1988年01月27日 | ドバイ                     |                                            | アラブ首長国連邦 | △1-1        | 横山謙三                     | 国際親善試合                 |
| 2.   | 1988年01月30日 | アブダビ                   |                                            | アラブ首長国連邦 | ●0-2        | 横山謙三                     | 国際親善試合                 |
| 3.   | 1988年02月02日 | マスカット                 |                                            | オマーン         | △1-1        | 横山謙三                     | 国際親善試合                 |
| 4.   | 1988年06月02日 | 愛知県                     | 名古屋市瑞穂公園陸上競技場                 | 中華人民共和国   | ●0-3        | 横山謙三                     | キリンカップ                 |
| 5.   | 1988年10月26日 | 東京都                     | 国立霞ヶ丘競技場陸上競技場                 | 韓国             | ●0-1        | 横山謙三                     | 日韓定期戦                   |
| 6.   | 1989年01月20日 | テヘラン                   |                                            | イラン           | △2-2        | 横山謙三                     | 国際親善試合                 |
| 7.   | 1989年05月05日 | ソウル                     |                                            | 韓国             | ●0-1        | 横山謙三                     | 日韓定期戦                   |
| 8.   | 1989年05月10日 | 東京都                     | 国立西が丘サッカー場                       | 中華人民共和国   | △2-2        | 横山謙三                     | 国際親善試合                 |
| 9.   | 1989年05月13日 | 岡山県                     | 岡山県総合グラウンド陸上競技場             | 中華人民共和国   | ○2-0        | 横山謙三                     | 国際親善試合                 |
| 10.  | 1989年05月22日 | 香港                       |                                            | 香港             | △0-0        | 横山謙三                     | ワールドカップ予選           |
| 11.  | 1989年05月28日 | インドネシア               |                                            | インドネシア     | △0-0        | 横山謙三                     | ワールドカップ予選           |
| 12.  | 1989年06月04日 | 東京都                     | 国立霞ヶ丘競技場陸上競技場                 | 北朝鮮           | ○2-1        | 横山謙三                     | ワールドカップ予選           |
| 13.  | 1989年06月11日 | 東京都                     | 国立西が丘サッカー場                       | インドネシア     | ○5-0        | 横山謙三                     | ワールドカップ予選           |
| 14.  | 1989年06月18日 | 愛知県                     | 神戸総合運動公園ユニバー記念競技場         | 香港             | △0-0        | 横山謙三                     | ワールドカップ予選           |
| 15.  | 1989年06月25日 | 平壌                       |                                            | 北朝鮮           | ●0-2        | 横山謙三                     | ワールドカップ予選           |
| 16.  | 1989年07月23日 | リオデジャネイロ           |                                            | ブラジル         | ●0-1        | 横山謙三                     | 国際親善試合                 |
| 17.  | 1990年07月27日 | 北京                       |                                            | 韓国             | ●0-2        | 横山謙三                     | ダイナスティカップ           |
| 18.  | 1990年07月29日 | 北京                       |                                            | 中華人民共和国   | ●0-1        | 横山謙三                     | ダイナスティカップ           |
| 19.  | 1990年07月31日 | 北京                       |                                            | 北朝鮮           | ●0-1        | 横山謙三                     | ダイナスティカップ           |
| 20.  | 1990年09月26日 | 北京                       |                                            | バングラデシュ   | ○3-0        | 横山謙三                     | アジア大会                   |
| 21.  | 1990年09月28日 | 北京                       |                                            | サウジアラビア   | ●0-2        | 横山謙三                     | アジア大会                   |
| 22.  | 1990年10月01日 | 北京                       |                                            | イラン           | ●0-1        | 横山謙三                     | アジア大会                   |
| 23.  | 1991年06月02日 | 山形県                     | 山形県総合運動公園陸上競技場               | タイ             | ○1-0        | 横山謙三                     | キリンカップ                 |
| 24.  | 1991年07月27日 | 長崎県                     | 長崎県立総合運動公園陸上競技場             | 韓国             | ●0-1        | 横山謙三                     | 日韓定期戦                   |
| 25.  | 1992年05月31日 | 東京都                     | 国立霞ヶ丘競技場陸上競技場                 | アルゼンチン     | ●0-1        | ハンス・オフト               | キリンカップ                 |
| 26.  | 1992年06月07日 | 愛媛県                     | 愛媛県総合運動公園陸上競技場               | ウェールズ       | ●0-1        | ハンス・オフト               | キリンカップ                 |
| 27.  | 1992年08月22日 | 北京                       |                                            | 韓国             | △0-0        | ハンス・オフト               | ダイナスティカップ           |
| 28.  | 1992年08月24日 | 北京                       |                                            | 中華人民共和国   | ○2-0        | ハンス・オフト               | ダイナスティカップ           |
| 29.  | 1992年08月26日 | 北京                       |                                            | 北朝鮮           | ○4-1        | ハンス・オフト               | ダイナスティカップ           |
| 30.  | 1992年08月29日 | 北京                       |                                            | 韓国             | △2-2(PK4-2) | ハンス・オフト               | ダイナスティカップ           |
| 31.  | 1992年10月30日 | 広島県                     | 広島県立びんご運動公園陸上競技場           | アラブ首長国連邦 | △0-0        | ハンス・オフト               | アジアカップ                 |
| 32.  | 1992年11月01日 | 広島県                     | 広島広域公園陸上競技場                     | 北朝鮮           | △1-1        | ハンス・オフト               | アジアカップ                 |
| 33.  | 1992年11月03日 | 広島県                     | 広島広域公園陸上競技場                     | イラン           | ○1-0        | ハンス・オフト               | アジアカップ                 |
| 34.  | 1992年11月06日 | 広島県                     | 広島県総合グランドメインスタジアム         | 中華人民共和国   | ○3-2        | ハンス・オフト               | アジアカップ                 |
| 35.  | 1992年11月08日 | 広島県                     | 広島広域公園陸上競技場                     | サウジアラビア   | ○1-0        | ハンス・オフト               | アジアカップ                 |
| 36.  | 1993年03月07日 | 福岡県                     | 東平尾公園博多の森陸上競技場               | ハンガリー       | ●0-1        | ハンス・オフト               | キリンカップ                 |
| 37.  | 1993年03月14日 | 東京都                     | 国立霞ヶ丘競技場陸上競技場                 | アメリカ合衆国   | ○3-1        | ハンス・オフト               | キリンカップ                 |
| 38.  | 1993年04月08日 | 愛知県                     | 神戸総合運動公園ユニバー記念競技場         | タイ             | ○1-0        | ハンス・オフト               | ワールドカップ予選           |
| 39.  | 1993年04月11日 | 東京都                     | 国立霞ヶ丘競技場陸上競技場                 | バングラデシュ   | ○8-0        | ハンス・オフト               | ワールドカップ予選           |
| 40.  | 1993年04月15日 | 東京都                     | 国立霞ヶ丘競技場陸上競技場                 | スリランカ       | ○5-0        | ハンス・オフト               | ワールドカップ予選           |
| 41.  | 1993年04月18日 | 東京都                     | 国立霞ヶ丘競技場陸上競技場                 | アラブ首長国連邦 | ○2-0        | ハンス・オフト               | ワールドカップ予選           |
| 42.  | 1993年04月28日 | ドバイ                     |                                            | タイ             | ○1-0        | ハンス・オフト               | ワールドカップ予選           |
| 43.  | 1993年05月05日 | ドバイ                     |                                            | スリランカ       | ○6-0        | ハンス・オフト               | ワールドカップ予選           |
| 44.  | 1993年05月07日 | アル・アイン               |                                            | アラブ首長国連邦 | △1-1        | ハンス・オフト               | ワールドカップ予選           |
| 45.  | 1993年10月04日 | 東京都                     | 国立霞ヶ丘競技場陸上競技場                 | コートジボワール | ○1-0(延長)  | ハンス・オフト               | アフロ・アジア選手権         |
| 46.  | 1993年10月15日 | ドーハ                     |                                            | サウジアラビア   | △0-0        | ハンス・オフト               | ワールドカップ予選           |
| 47.  | 1993年10月18日 | ドーハ                     |                                            | イラン           | ●1-2        | ハンス・オフト               | ワールドカップ予選           |
| 48.  | 1993年10月21日 | ドーハ                     |                                            | 北朝鮮           | ○3-0        | ハンス・オフト               | ワールドカップ予選           |
| 49.  | 1993年10月25日 | ドーハ                     |                                            | 韓国             | ○1-0        | ハンス・オフト               | ワールドカップ予選           |
| 50.  | 1993年10月28日 | ドーハ                     |                                            | イラク           | △2-2        | ハンス・オフト               | ワールドカップ予選           |
| 51.  | 1994年05月22日 | 広島県                     | 広島広域公園陸上競技場                     | オーストラリア   | △1-1        | パウロ・ロベルト・ファルカン | キリンカップ                 |
| 52.  | 1994年05月29日 | 東京都                     | 国立霞ヶ丘競技場陸上競技場                 | フランス         | ●1-4        | パウロ・ロベルト・ファルカン | キリンカップ                 |
| 53.  | 1994年07月08日 | 愛知県                     | 名古屋市瑞穂公園陸上競技場                 | ガーナ           | ○3-2        | パウロ・ロベルト・ファルカン | アシックスカップ             |
| 54.  | 1994年07月14日 | 愛知県                     | 神戸総合運動公園ユニバー記念競技場         | ガーナ           | ○2-1        | パウロ・ロベルト・ファルカン | アシックスカップ             |
| 55.  | 1994年09月27日 | 東京都                     | 国立霞ヶ丘競技場陸上競技場                 | オーストラリア   | △0-0        | パウロ・ロベルト・ファルカン | 国際親善試合                 |
| 56.  | 1994年10月03日 | 広島県                     | みよし運動公園陸上競技場                   | アラブ首長国連邦 | △1-1        | パウロ・ロベルト・ファルカン | アジア大会                   |
| 57.  | 1994年10月05日 | 広島県                     | 広島県総合グランドメインスタジアム         | カタール         | △1-1        | パウロ・ロベルト・ファルカン | アジア大会                   |
| 58.  | 1994年10月09日 | 広島県                     | 広島県立びんご運動公園陸上競技場           | ミャンマー       | ○5-0        | パウロ・ロベルト・ファルカン | アジア大会                   |
| 59.  | 1994年10月11日 | 広島県                     | 広島県総合グランドメインスタジアム         | 韓国             | ●2-3        | パウロ・ロベルト・ファルカン | アジア大会                   |
| 60.  | 1995年01月06日 | リヤド                     |                                            | ナイジェリア     | ●0-3        | 加茂周                       | インターコンチネンタル選手権 |
| 61.  | 1995年01月08日 | リヤド                     |                                            | アルゼンチン     | ●1-5        | 加茂周                       | インターコンチネンタル選手権 |
| 62.  | 1995年02月15日 | シドニー                   |                                            | オーストラリア   | ●1-2        | 加茂周                       | 国際親善試合                 |
| 63.  | 1995年02月21日 | 香港                       |                                            | 韓国             | △1-1        | 加茂周                       | ダイナスティカップ           |
| 64.  | 1995年02月23日 | 香港                       |                                            | 中華人民共和国   | ○2-1        | 加茂周                       | ダイナスティカップ           |
| 65.  | 1995年02月26日 | 香港                       |                                            | 韓国             | △2-2(PK5-3) | 加茂周                       | ダイナスティカップ           |
| 66.  | 1995年05月21日 | 広島県                     | 広島広域公園陸上競技場                     | スコットランド   | △0-0        | 加茂周                       | キリンカップ                 |
| 67.  | 1995年05月28日 | 東京都                     | 国立霞ヶ丘競技場陸上競技場                 | エクアドル       | ○3-0        | 加茂周                       | キリンカップ                 |
| 68.  | 1995年06月03日 | ロンドン                   |                                            | イングランド     | ●1-2        | 加茂周                       | アンブロカップ               |
| 69.  | 1995年06月06日 | リバプール                 |                                            | ブラジル         | ●0-3        | 加茂周                       | アンブロカップ               |
| 70.  | 1995年06月10日 | ノッティンガム             |                                            | スウェーデン     | △2-2        | 加茂周                       | アンブロカップ               |
| 71.  | 1995年08月06日 | 京都府                     | 京都市西京極総合運動公園陸上競技場兼球技場 | コスタリカ       | ○3-0        | 加茂周                       | 国際親善試合                 |
| 72.  | 1995年08月09日 | 東京都                     | 国立霞ヶ丘競技場陸上競技場                 | ブラジル         | ●1-5        | 加茂周                       | サン・スパークカップ         |
| 73.  | 1995年09月20日 | 東京都                     | 国立霞ヶ丘競技場陸上競技場                 | パラグアイ       | ●1-2        | 加茂周                       | デサント・アディダスマッチ   |
| 74.  | 1995年10月24日 | 東京都                     | 国立霞ヶ丘競技場陸上競技場                 | サウジアラビア   | ○2-1        | 加茂周                       | デサント・アディダスマッチ   |
| 75.  | 1995年10月28日 | 愛媛県                     | 愛媛県総合運動公園陸上競技場               | サウジアラビア   | ○2-1        | 加茂周                       | デサント・アディダスマッチ   |
| 76.  | 1996年02月10日 | ウォロンゴン               |                                            | オーストラリア   | ○4-1        | 加茂周                       | 国際親善試合                 |
| 77.  | 1996年02月14日 | メルボルン                 |                                            | オーストラリア   | ●0-3        | 加茂周                       | 国際親善試合                 |
| 78.  | 1996年02月19日 | 香港                       |                                            | ポーランド       | ○5-0        | 加茂周                       | カールスバーグカップ         |
| 79.  | 1996年02月22日 | 香港                       |                                            | スウェーデン     | △1-1(PK4-5) | 加茂周                       | カールスバーグカップ         |
| 80.  | 1996年05月26日 | 東京都                     | 国立霞ヶ丘競技場陸上競技場                 | ユーゴスラビア   | ○1-0        | 加茂周                       | キリンカップ                 |
| 81.  | 1996年05月29日 | 福岡県                     | 東平尾公園博多の森球技場                   | メキシコ         | ○3-2        | 加茂周                       | キリンカップ                 |
| 82.  | 1996年08月25日 | 大阪府                     | 長居陸上競技場                             | ウルグアイ       | ○5-3        | 加茂周                       | 国際親善試合                 |
| 83.  | 1996年09月11日 | 東京都                     | 国立霞ヶ丘競技場陸上競技場                 | ウズベキスタン   | ○1-0        | 加茂周                       | JFA75周年記念試合            |
| 84.  | 1996年10月13日 | 愛知県                     | 神戸総合運動公園ユニバー記念競技場         | チュニジア       | ○1-0        | 加茂周                       | プーマカップ                 |
| 85.  | 1996年12月06日 | アル・アイン               |                                            | シリア           | ○2-1        | 加茂周                       | アジアカップ                 |
| 86.  | 1996年12月09日 | アル・アイン               |                                            | ウズベキスタン   | ○4-0        | 加茂周                       | アジアカップ                 |
| 87.  | 1996年12月12日 | アル・アイン               |                                            | 中華人民共和国   | ○1-0        | 加茂周                       | アジアカップ                 |
| 88.  | 1996年12月15日 | アル・アイン               |                                            | クウェート       | ●0-2        | 加茂周                       | アジアカップ                 |
| 89.  | 1997年02月09日 | バンコク                   |                                            | タイ             | △1-1        | 加茂周                       | キングスカップ               |
| 90.  | 1997年02月13日 | バンコク                   |                                            | スウェーデン     | ●0-1        | 加茂周                       | キングスカップ               |
| 91.  | 1997年03月15日 | バンコク                   |                                            | タイ             | ●1-3        | 加茂周                       | 国際親善試合                 |
| 92.  | 1997年03月23日 | マスカット                 |                                            | オマーン         | ○1-0        | 加茂周                       | ワールドカップ予選           |
| 93.  | 1997年03月25日 | マスカット                 |                                            | マカオ           | ○10-0       | 加茂周                       | ワールドカップ予選           |
| 94.  | 1997年03月27日 | マスカット                 |                                            | ネパール         | ○6-0        | 加茂周                       | ワールドカップ予選           |
| 95.  | 1997年05月21日 | 東京都                     | 国立霞ヶ丘競技場陸上競技場                 | 韓国             | △1-1        | 加茂周                       | ワールドカップ記念試合       |
| 96.  | 1997年06月08日 | 東京都                     | 国立霞ヶ丘競技場陸上競技場                 | クロアチア       | ○4-3        | 加茂周                       | キリンカップ                 |
| 97.  | 1997年06月15日 | 大阪府                     | 長居陸上競技場                             | トルコ           | ○1-0        | 加茂周                       | キリンカップ                 |
| 98.  | 1997年06月22日 | 東京都                     | 国立霞ヶ丘競技場陸上競技場                 | マカオ           | ○10-0       | 加茂周                       | ワールドカップ予選           |
| 99.  | 1997年06月25日 | 東京都                     | 国立霞ヶ丘競技場陸上競技場                 | ネパール         | ○3-0        | 加茂周                       | ワールドカップ予選           |
| 100. | 1997年06月28日 | 東京都                     | 国立霞ヶ丘競技場陸上競技場                 | オマーン         | △1-1        | 加茂周                       | ワールドカップ予選           |
| 101. | 1997年08月13日 | 大阪府                     | 長居陸上競技場                             | ブラジル         | ●0-3        | 加茂周                       | 国際親善試合                 |
| 102. | 1997年09月07日 | 東京都                     | 国立霞ヶ丘競技場陸上競技場                 | ウズベキスタン   | ○6-3        | 加茂周                       | ワールドカップ予選           |
| 103. | 1997年09月19日 | アブダビ                   |                                            | アラブ首長国連邦 | △0-0        | 加茂周                       | ワールドカップ予選           |
| 104. | 1997年09月28日 | 東京都                     | 国立霞ヶ丘競技場陸上競技場                 | 韓国             | ●1-2        | 加茂周                       | ワールドカップ予選           |
| 105. | 1997年10月04日 | アルマトイ                 |                                            | カザフスタン     | △1-1        | 加茂周                       | ワールドカップ予選           |
| 106. | 1997年10月11日 | タシケント                 |                                            | ウズベキスタン   | △1-1        | 岡田武史                     | ワールドカップ予選           |
| 107. | 1997年11月01日 | ソウル                     |                                            | 韓国             | ○2-0        | 岡田武史                     | ワールドカップ予選           |
| 108. | 1997年11月08日 | 東京都                     | 国立霞ヶ丘競技場陸上競技場                 | カザフスタン     | ○5-1        | 岡田武史                     | ワールドカップ予選           |
| 109. | 1997年11月16日 | ジョホールバル             |                                            | イラン           | ○3-2(延長V) | 岡田武史                     | ワールドカップ予選           |
| 110. | 1998年02月15日 | アデレード                 |                                            | オーストラリア   | ○3-0        | 岡田武史                     | 国際親善試合                 |
| 111. | 1998年03月01日 | 神奈川県                   | 横浜国際総合競技場                         | 韓国             | ○2-1        | 岡田武史                     | ダイナスティカップ           |
| 112. | 1998年03月07日 | 東京都                     | 国立霞ヶ丘競技場陸上競技場                 | 中華人民共和国   | ●0-2        | 岡田武史                     | ダイナスティカップ           |
| 113. | 1998年04月01日 | ソウル                     |                                            | 韓国             | ●1-2        | 岡田武史                     | ワールドカップ記念試合       |
| 114. | 1998年05月17日 | 東京都                     | 国立霞ヶ丘競技場陸上競技場                 | パラグアイ       | △1-1        | 岡田武史                     | キリンカップ                 |
| 115. | 1998年05月24日 | 神奈川県                   | 横浜国際総合競技場                         | チェコ           | △0-0        | 岡田武史                     | キリンカップ                 |
| 116. | 1998年06月14日 | トゥールーズ               |                                            | アルゼンチン     | ●0-1        | 岡田武史                     | ワールドカップ               |
| 117. | 1998年06月20日 | ナント                     |                                            | クロアチア       | ●0-1        | 岡田武史                     | ワールドカップ               |
| 118. | 1998年06月26日 | リヨン                     |                                            | ジャマイカ       | ●1-2        | 岡田武史                     | ワールドカップ               |
| 119. | 1998年10月28日 | 大阪府                     | 長居陸上競技場                             | エジプト         | ○1-0        | フィリップ・トルシエ         | キリンチャレンジ             |
| 120. | 1999年03月31日 | 東京都                     | 国立霞ヶ丘競技場陸上競技場                 | ブラジル         | ●0-2        | フィリップ・トルシエ         | キリンビバレッジ             |
| 121. | 1999年06月29日 | アスンシオン               |                                            | ペルー           | ●2-3        | フィリップ・トルシエ         | コパ・アメリカ               |
| 122. | 1999年07月05日 | ペドロ・ファン・カバジェロ |                                            | ボリビア         | △1-1        | フィリップ・トルシエ         | コパ・アメリカ               |

### 得点数
| # | 年月日         | 開催地                   | 対戦国       | スコア | 結果 | 試合概要                            |
| - | -------------- | ------------------------ | ------------ | ------ | ---- | ----------------------------------- |
| 1 | 1993年5月5日   | アラブ首長国連邦、ドバイ | スリランカ   | 6-0    | 勝利 | 1994 FIFAワールドカップ・アジア予選 |
| 2 | 1993年5月5日   | アラブ首長国連邦、ドバイ | スリランカ   | 6-0    | 勝利 | 1994 FIFAワールドカップ・アジア予選 |
| 3 | 1994年10月11日 | 日本、広島市             | 韓国         | 2-3    | 敗戦 | アジア競技大会                      |
| 4 | 1995年6月3日   | イングランド、ロンドン   | イングランド | 1-2    | 敗戦 | アンブロ・カップ                    |
| 5 | 1997年11月8日  | 日本、東京               | カザフスタン | 5-1    | 勝利 | 1998 FIFAワールドカップ・アジア予選 |

## 指導歴
- 2006年8月 - 2008年8月  U-23日本代表 アシスタントコーチ
- 2009年 - 2014年12月  柏レイソル ヘッドコーチ
  - 2009年7月・2013年9月 監督代行
- 2015年 - 2018年  アビスパ福岡 監督
- 2019年 -  柏レイソル
  - 2019年 - 2023年5月 ヘッドコーチ
    - 2022年4月 監督代行

  - 2023年5月 - 2024年 監督
- 2025年7月 -  水原三星ブルーウィングス コーチ

## 監督成績
| 年度 | クラブ | 所属    | リーグ戦 | リーグ戦 | リーグ戦 | リーグ戦 | リーグ戦 | リーグ戦 | リーグ戦 | カップ戦               | カップ戦       |
| 年度 | クラブ | 所属    | 順位     | 順位     | 勝点     | 試合     | 勝       | 分       | 敗       | Jリーグ杯              | 天皇杯         |
| ---- | ------ | ------- | -------- | -------- | -------- | -------- | -------- | -------- | -------- | ---------------------- | -------------- |
| 2009 | 柏     | J1      | -        | -        | 1        | 2        | 0        | 1        | 1        | -                      | -              |
| 2015 | 福岡   | J2      | 3位      | 3位      | 82       | 42       | 24       | 10       | 8        | -                      | 3回戦敗退      |
| 2016 | 福岡   | J1・1st | 18位     | 18位     | 11       | 17       | 2        | 5        | 10       | ベスト8                | 2回戦敗退      |
| 2016 | 福岡   | J1・2nd | 18位     | 18位     | 8        | 17       | 2        | 2        | 13       | ベスト8                | 2回戦敗退      |
| 2017 | 福岡   | J2      | 4位      | 4位      | 74       | 42       | 21       | 11       | 10       | ‐                      | 3回戦敗退      |
| 2018 | 福岡   | J2      | 7位      | 7位      | 70       | 42       | 19       | 13       | 10       | ‐                      | 3回戦敗退      |
| 2023 | 柏     | J1      | 17位     | 17位     | 22       | 21       | 4        | 10       | 7        | ‐                      | 準優勝         |
| 2024 | 柏     | J1      | 17位     | 17位     | 41       | 38       | 9        | 14       | 15       | プレーオフラウンド敗退 | ラウンド16敗退 |

- 2009年は代行。
- 2023年は第14節より指揮。

## 出演

### CM
- Kodak (1993-1994)
- アサヒ飲料・三ツ矢サイダー (1994-1995)
- 日清製粉　マ・マ―スパゲッティ (1994)
- 中外製薬・新グロモント
- 公共広告機構（現：ACジャパン）・骨髄バンクドナー登録キャンペーン (2005)。自らも骨髄バンクに登録している。

### テレビ番組
- 第48回NHK紅白歌合戦（1997年12月、NHK総合・ラジオ第1） - 審査員
- いのちの響（2001年5月、TBS）
- Jリーグタイム（2025年2月 - 、NHK BS） - 不定期出演